# Савельев, Афанасий Спиридонович
Афанасий Спиридонович Савельев (1916—1977) — капитан Советской Армии, участник Великой Отечественной войны, Герой Советского Союза (1945).

## Биография
Афанасий Савельев родился 28 апреля 1916 года в селе Чистоозёрка (ныне — Завьяловский район Алтайского края). После окончания семи классов школы и курсов кинорадиомехаников работал киномехаником. В 1939 году Савельев был призван на службу в Рабоче-крестьянскую Красную Армию. В 1941 году он окончил Новосибирское военное училище связи. С того же года — на фронтах Великой Отечественной войны.
К январю 1945 года гвардии старший лейтенант Афанасий Савельев командовал 6 ротой 220-го гвардейского стрелкового полка 79-й гвардейской стрелковой дивизии 8-й гвардейской армии 1-го Белорусского фронта. Отличился во время освобождения Польши. 14-15 января 1945 года рота Савельева захватила вражескую оборонительную траншею во время боёв на Магнушевском плацдарме и успешно удержала её до подхода основных сил, уничтожив 18 пулемётов и около 200 солдат и офицеров противника. В ходе наступления на западном берегу Одера она штурмом взяла высоту к северу от Франкфурта-на-Одере, уничтожив 3 дзота.

6-я стрелковая рота 220-го полка 79-й гвардейской стрелковой дивизии в числе первых завязала бой за высоту 81,5 на западном береге Одера. Командовал ротой сын алтайского охотника гвардии старший лейтенант Афанасий Спиридонович Савельев. Умело расставив силы, он ночью атаковал противника, захватил три дзота и обратил в паническое бегство почти целый батальон гитлеровцев. К утру, когда враг опомнился и перешел в контратаку, Савельев впустил фашистов в лощину и обрушил на них огонь пулемётов из захваченных дзотов. В мечущихся гитлеровцев полетели гранаты. Трижды противник предпринимал контратаки и каждый раз, оставляя на поле боя десятки убитых и раненых, откатывался назад. Лощина, по которой враг рвался к своим дзотам, была усеяна трупами его солдат. Савельева ранило в ногу, но он продолжал руководить боем. В медсанбат он ушел лишь после того, как на эти позиции переместился сначала штаб батальона, а затем и КП командира полка.— В.И. Чуйков. Конец третьего рейха. — М.: Издательство «Советская Россия», 1973. — С. 161.
Указом Президиума Верховного Совета СССР от 6 апреля 1945 года за «мужество и героизм, проявленные в Варшавско-Познанской операции» гвардии старший лейтенант Афанасий Савельев был удостоен высокого звания Героя Советского Союза с вручением ордена Ленина и медали «Золотая Звезда» за номером 6985.
В 1947 году в звании капитана Савельев был уволен в запас. Проживал и работал в посёлке Быстрый Исток Алтайского края. Умер 27 сентября 1977 года.

## Награды и звания
- Звание Герой Советского Союза (указ Президиума Верховного Совета СССР от 6 апреля 1945 года):
  - орден Ленина № 49144,
  - медаль «Золотая Звезда» № 6985;
- орден Красной Звезды (приказ командующего 8-й гвардейской армией № 369/н от 6 октября 1944 года);
- медаль «За победу над Германией в Великой Отечественной войне 1941—1945 гг.» (указ Президиума Верховного Совета СССР от 9 мая 1945 года);
- медали СССР[1].